# Маса Санта Луча (Месина)
Маса Санта Луча је насеље у Италији у округу Месина, региону Сицилија.
Према процени из 2011. у насељу је живело 352 становника. Насеље се налази на надморској висини од 257 м.